# Petrophile misturata
Petrophile misturata är en tvåhjärtbladig växtart som beskrevs av D.B. Foreman. Petrophile misturata ingår i släktet Petrophile och familjen Proteaceae. Inga underarter finns listade i Catalogue of Life.